# Pachycnemia difformaria
Pachycnemia difformaria är en fjärilsart som beskrevs av Jacob Hübner 1825. Pachycnemia difformaria ingår i släktet Pachycnemia och familjen mätare. Inga underarter finns listade i Catalogue of Life.